# Élection gouvernorale de 2023 au Mississippi
L'élection gouvernorale de 2023 au Mississippi a lieu le 7 novembre 2023 afin d'élire le gouverneur de l'État américain du Mississippi.
Les élections primaires des deux principaux partis ont lieu le 8 août 2023. Le gouverneur sortant républicain Tate Reeves, élu en 2019, est éligible pour un second mandat et a annoncé qu'il allait se représenter. Il devra cependant faire face à deux concurrents lors des primaires de son parti. Du côté démocrate, l'investiture semble assurée pour Brandon Presley dont les concurrents ont été disqualifiés. 
Tate Reeves part largement favori, tant dans les primaires que face à Brandon Presley, et pourrait bien décrocher un second mandat.

## Contexte
Le Mississippi, a été, comme la plupart des anciens États confédérés, un bastion démocrate à partir des années 1870. Durant les années 1990, il a basculé du côté républicain et est depuis considéré comme étant l'un des États les plus républicains du pays, ayant voté largement pour Donald Trump à l'élection présidentielle américaine de 2020. Aucun gouverneur démocrate n'a été élu depuis 1999. 

## Système électoral
Le gouverneur du Mississippi est élu au scrutin uninominal majoritaire à deux tours pour un mandat de quatre ans renouvelable une seule fois. Est élu le candidat qui obtient la majorité absolue des suffrages exprimés au premier tour. Si aucun candidat ne l'obtient, un second tour a lieu pour départager les deux candidats arrivés en tête. Est alors élu le candidat qui réunit le plus de suffrages.
Il s'agit de la première élection gouvernorale à utiliser ce mode de scrutin depuis sa validation par les électeurs lors d'un référendum de 2020. Le gouverneur était auparavant élu au scrutin uninominal majoritaire à un tour avec pour condition une majorité relative des suffrages dans une majorité absolue des 122 districts utilisés pour l'élection des membres de la Chambre des représentants. À défaut, l'élection était confiée en dernier ressort à cette dernière.

## Primaire républicaine
Le gouverneur sortant est opposé pour l'investiture républicaine à deux opposants issus de la société civile : un vétéran et un médecin. 

### Candidats
- David Hardigree, ancien militaire
- Tate Reeves, gouverneur du Mississippi (depuis 2020), lieutenant-gouverneur du Mississippi (2012-2020), trésorier du Mississippi (2004-2012)
- John Witcher, médecin

### Résultats
| Candidat | Candidat        | Voix | % |
| -------- | --------------- | ---- | - |
|          | David Hardigree |      |   |
|          | Tate Reeves     |      |   |
|          | John Witcher    |      |   |
|          |                 |      |   |
| Total    |                 |      |   |

## Primaire démocrate
Ses opposants ayant été disqualifiés, Brandon Presley est certain d'obtenir l'investiture démocrate à l'unanimité lors des primaires.

### Candidats
- Brandon Presley, membre de la Commission du Service Public du Mississippi pour le district Nord (depuis 2008), maire de Nettleton (2001-2007)
- Bob Hickingbottom, consultant politique (disqualifié)
- Gregory Wash, auteur de chansons (disqualifié)

### Résultats
| Candidat | Candidat        | Voix | %      |
| -------- | --------------- | ---- | ------ |
|          | Brandon Presley |      | 100,00 |
|          |                 |      |        |
| Total    | Total           |      | 100,00 |

## Sondages

### Prédictions
| Institut                  | Prédiction               |
| ------------------------- | ------------------------ |
| The Cook Political Report | Probablement Républicain |
| Inside Elections          | Probablement Républicain |
| Sabato's Crystal Ball     | Probablement Républicain |

### Reeves vs. Presley
| Institut | Reeves (Républicain) | Presley (Démocrate) | Autre/Indécis | Marge         |
| -------- | -------------------- | ------------------- | ------------- | ------------- |
| Institut |                      |                     | Autre/Indécis | Marge         |
| RCP      | 47,5 %               | 38,5 %              | 14,0 %        | Reeves +9,0 % |

| Institut    | Date       | Reeves (Républicain) | Presley (Démocrate) | Autre/Indécis |
| ----------- | ---------- | -------------------- | ------------------- | ------------- |
| Institut    | Date       |                      |                     | Autre/Indécis |
| Siena       | 20/04/2023 | 49 %                 | 38 %                | 13 %          |
| Mason-Dixon | 10/03/2023 | 46 %                 | 39 %                | 15 %          |
| Siena       | 12/01/2023 | 43 %                 | 39 %                | 18 %          |

## Résultats
| Candidat                 | Candidat           | Parti       | Voix | %   |  |
| ------------------------ | ------------------ | ----------- | ---- | --- |  |
|                          |                    | Républicain |      |     |  |
|                          | Brandon Presley    | Démocrate   |      |     |  |
|                          | Candidat par écrit |             |      |     |  |
|                          |                    |             |      |     |  |
| Votes valides            |                    |             |      |     |  |
| Votes blancs et nuls     |                    |             |      |     |  |
| Total                    | Total              | Total       |      | 100 |  |
| Abstention               |                    |             |      |     |  |
| Inscrits / participation |                    |             |      |     |  |